# Елбен (Вестервалд)
Елбен (њем. Elben) општина је у њемачкој савезној држави Рајна-Палатинат. Једно је од 119 општинских средишта округа Алтенкирхен (Вестервалд). Према процјени из 2010. у општини је живјело 332 становника. Посједује регионалну шифру (AGS) 7132024.

## Географски и демографски подаци
Елбен се налази у савезној држави Рајна-Палатинат у округу Алтенкирхен (Вестервалд). Општина се налази на надморској висини од 295 метара. Површина општине износи 2,4 km². У самом мјесту је, према процјени из 2010. године, живјело 332 становника. Просјечна густина становништва износи 139 становника/km².